# بخش نسانجه
بخش نسانجه (به لاتین: Nsanje District) یک بخش در مالاوی است که در منطقه جنوبی مالاوی واقع شده‌است.

## خصوصیات
بخش نسانجه ۱٬۹۴۲ کیلومترمربع مساحت و ۱۹۴٬۹۲۴ نفر جمعیت دارد و ۶۰٫۹۶ متر بالاتر از سطح دریا واقع شده‌است.